# Mithras nautes
Mithras nautes är en fjärilsart som beskrevs av Pieter Cramer 1782. Mithras nautes ingår i släktet Mithras och familjen juvelvingar. Inga underarter finns listade i Catalogue of Life.